# Diplocephalus barbiger
Diplocephalus barbiger là một loài nhện trong họ Linyphiidae.
Loài này thuộc chi Diplocephalus. Diplocephalus barbiger được Carl Friedrich Roewer miêu tả năm 1955.